# BG Unfallklinik Frankfurt am Main

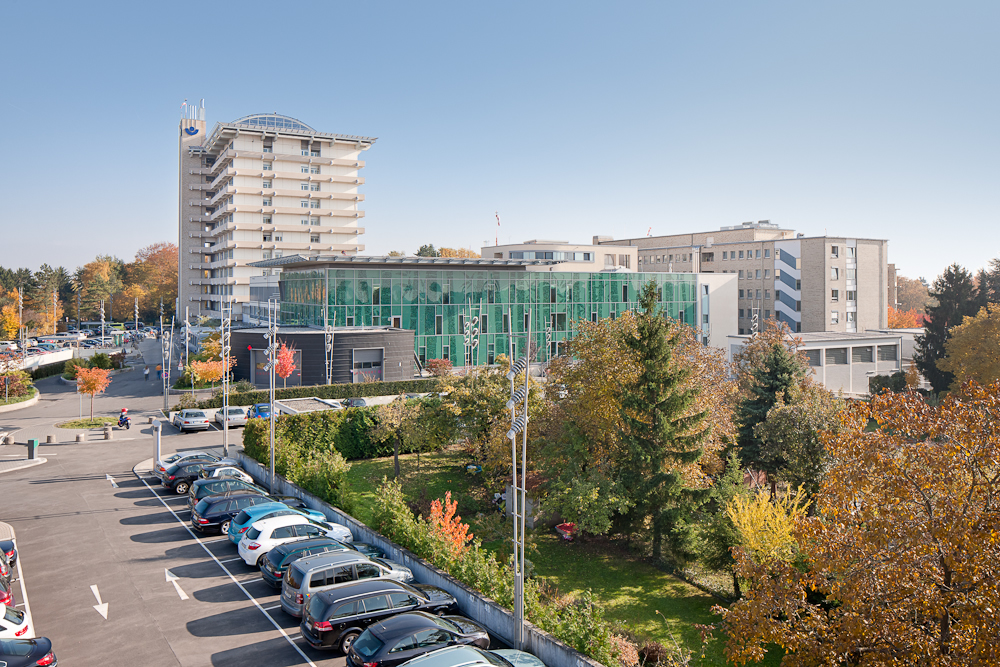
BG Unfallklinik Frankfurt am Main (2012)

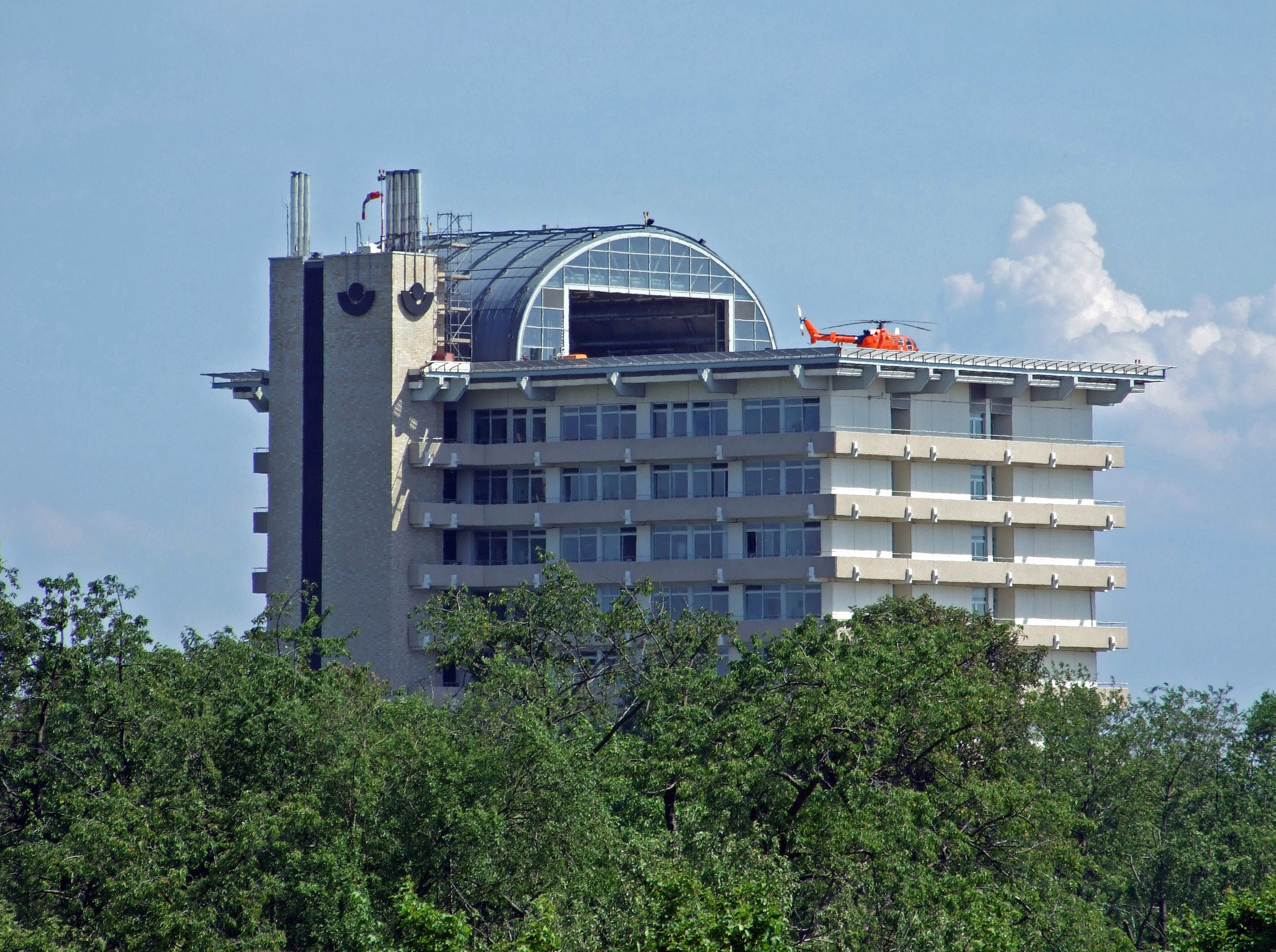
BG Unfallklinik Frankfurt am Main mit Helikopterplattform (2007)

Die BG Unfallklinik Frankfurt am Main gGmbH ist eine der neun Akutkliniken der BG Kliniken in Deutschland und liegt im Ortsteil Seckbach.
Zu den Hauptaufgaben der Klinik zählen die Erstversorgung aller medizinischen Notfälle, die Versorgung von schwerst verletzten Patienten und die Behandlung sämtlicher Arten von Verletzungen. Ziel ist die Heilung und Wiederherstellung von Patienten, insbesondere nach Arbeits- und Wegeunfällen. In der Notfallambulanz werden verletzte Patienten unabhängig vom Unfallort versorgt.
Als überregionales, unfallchirurgisches Traumazentrum mit 368 Betten versorgt die BG Unfallklinik mit ihren elf Fachabteilungen und zahlreichen Spezialambulanzen rund 10.000 stationäre und – gemeinsam mit ihren Tochtergesellschaften – ca. 72.000 ambulante Patienten pro Jahr. Mit über 5000 Notarzteinsätzen im Jahr ist der Notarztstandort der BG Unfallklinik Frankfurt am Main einer der Größten in ganz Hessen. Die BG Unfallklinik ist Standort des Rettungshubschrauber Christoph 2 und des Notarzteinsatzfahrzeuges (NEF1). Die Klinik stellt außerdem Ärzte für das Krisen-Interventionsteam Mitte, die in Not geratenen Deutschen im Ausland helfen.
Die BG Unfallklinik Frankfurt am Main gGmbH gehört zur Unternehmensgruppe der BG Kliniken – Klinikverbund der gesetzlichen Unfallversicherung gGmbH.

## Geschichte
Die Berufsgenossenschaftliche Unfallklinik wurde 1962 eröffnet. Geplant und gebaut wurde sie durch das Architekturbüro Schlempp, Architekt war H. Murat Salahor. Ihre Träger sind die Berufsgenossenschaften, die sich zunächst unter der Bezeichnung „Verein für Heil- und Berufsfürsorge, Sonderstation Taunus e. V.“ (später: Verein für Berufsgenossenschaftliche Heilbehandlung Frankfurt am Main e. V.) 1955 zusammenschlossen. Einzige Aufgabe des Vereins sollte es zunächst sein, im Taunus eine Sonderstation für Unfallverletzte zu errichten. Nach Überlegungen über einen möglichen Standort, Aufgabe und Größe der Einrichtung, kam man im Mai 1957 darin überein, anstelle einer Sonderstation im Taunus ein Unfallkrankenhaus in Frankfurt am Main zu bauen.
Im Gründungsjahr der Klinik wurde nicht nur das 1966 durch den Notarztwagen (NAW 2) abgelöste Klinomobil das erste Mal eingesetzt, sondern auch die Abteilung für Rückenmarkverletzte eröffnet. 1969 kam die Abteilung für Plastische und Handchirurgie hinzu – heute die Abteilung für Plastische, Hand- und Rekonstruktive Chirurgie. Die Eröffnung der Abteilung für posttraumatische Osteomyelitis, heute Septische Chirurgie, folgte zwei Jahre später und die der neurochirurgischen Abteilung im Jahr 1972. Seit diesem Jahr ist auch der Rettungshubschrauber Christoph 2 an der BGU stationiert. 1974 erfolgte die Fertigstellung des Umbaus der orthopädischen Werkstätten, drei Jahre später die Inbetriebnahme des neunstöckigen Bettenhochhauses, das über zwanzig Jahre später noch einmal um vier Stockwerke und einen Hangar für Christoph 2 aufgestockt wurde. Von 1982 bis 1993 wurden der Neu- bzw. Umbau der Poliklinik, der Operationsabteilung und Intensivpflegestation und die Erweiterung des A- und B-Baus fertiggestellt.
2002 wurde der Umbau und die Sanierung der Stationen für Septische Chirurgie und Rückenmarkverletzte abgeschlossen. Das Psychotraumatologische Zentrum für Diagnostik und Therapieplanung und die Abteilungen für Orthopädische und traumatologische Fußchirurgie sowie Sportorthopädie, Knie- und Schulterchirurgie wurden zwei bzw. drei Jahre später eingerichtet. 2006 erfolgte der erste Spatenstich für die Neu- und Umbaumaßnahmen der Klinik. 2008 eröffnete das Zentrum für Wirbelsäulenchirurgie und Neurotraumatologie, das neue Biomechaniklabor wurde eingeweiht und der Wissenschaftsbereich weiter ausgebaut. Der neue Rettungshubschrauber vom Typ EC 135 T2i nahm seinen Dienst auf. Im Jahr darauf wurde die BGU Frankfurt am Main als überregionales Traumazentrum im Traumanetzwerk Hessen Süd zertifiziert. Das Zentrum für Wirbelsäulenchirurgie und Neurotraumatologie der BGU wurde im selben Jahr als erste deutsche Klinik als Referenzzentrum der AOSpine (weltweit größte Vereinigung von Wirbelsäulenspezialisten) akkreditiert.
2010 wurde die Kindertagesstätte auf dem Gelände der BGU als Passivhaus neu gebaut und mit Plätzen aufgestockt. Im Frühjahr 2011 war der Neubau bezugsbereit. Ein neuer OP-Bereich mit sieben Sälen, eine zusammengefasste Radiologie und eine Zentralsterilgutversorgung, Teile der Notfallambulanz, NEF-Unterkunft und ein zweiter Hubschrauber-Landeplatz auf dem Dach wurden bezogen. Auch ein neuer Operationssaal wurde an der BGU in Betrieb genommen: die sogenannte BrainSuite iCT ist ein integrierter Operationssaal, der alle verfügbaren Informationen zusammenführt und dem Chirurgen zur Verfügung stellt. Zudem wurde der zweite Bauabschnitt begonnen. 2012 wurde das Main.Bgmed Rehazentrum GmbH in den Räumen der BGU eröffnet.
2015 wurde die BG Unfallklinik akademisches Lehrkrankenhaus des Fachbereichs Medizin der Johann Wolfgang Goethe-Universität Frankfurt am Main, ab Oktober agierte die Klinik als BG Unfallklinik Frankfurt am Main gGmbH. Ein Jahr später wurden die neun berufsgenossenschaftlichen Akutkliniken, zwei Kliniken für Berufskrankheiten (seit 2020 eine Klinik für Berufskrankheiten) und zwei Unfallbehandlungsstellen als ein Unternehmen mit Holdingstruktur, die BG Kliniken gGmbH, betrieben. 2018 erfolgte der Umbau des Gesundheitszentrums, eine Modernisierung des Hubschrauberlandeplatzes und die Eröffnung der Intensivstation 2.
2020 wurde der modernisierte Hubschrauberlandeplatz eröffnet und ein neues Verfügungsgebäude errichtet, das 2021 in Betrieb genommen wurde und bis zur Inbetriebnahme der neuen Bettenhäuser A und B Platz für das Klinikrestaurant und zwei Bettenstationen mit jeweils 28 Betten bietet. 2021 wurde ebenfalls eine neue Sektion für Technische Orthopädie gegründet. Im September fand das Reha Symposium der BG Kliniken mit über 600 Teilnehmern in Frankfurt (Kap Europa an der Messe) statt.

## Leistungsspektrum
Zum Spektrum gehören:
- Alterstraumatologie
- Anästhesie
- Endoprothetik
- Fuß- und Sprunggelenkchirurgie
- Handchirurgie
- Intensivmedizin
- Kindertraumatologie
- Mikrochirurgie
- Neurochirurgie
- Neurologie
- Orthopädie
- Plastische Chirurgie
- Psychotraumatologie
- Radiologie
- Rehabilitation
- Rekonstruktive Chirurgie
- Rettungs- und Notfallmedizin
- Schmerzmedizin
- Septische Chirurgie
- Sportmedizin
- Technische Orthopädie
- Unfallchirurgie/Traumatologie
- Verbrennungsmedizin
- Wirbelsäulenchirurgie